# Directiva 2009/65/CE privind organismele de plasament colectiv în valori mobiliare
Directiva privind organismele de plasament colectiv în valori mobiliare (Directive 2009/65/CE, „OPCVM”, cunoscută și sub denumirea „UCITS” din engleză Undertakings for Collective Investment in Transferable Securities) permite fondurilor de investiții colective să opereze liber în Uniunea Europeană pe baza unei singure autorizații emise de un stat membru. Deși OPCVM este termenul utilizat în legislația română, UCITS este frecvent întâlnit în reglementările și documentația financiară datorită aplicării sale extinse la nivel european. Statele membre pot impune cerințe suplimentare pentru protecția investitorilor și stabilitatea pieței financiare.

## Evoluția
Obiectivul Directivei 85/611/CEE, adoptată în 1985, a fost de a uniformiza reglementările pentru fondurile deschise care investesc în valori mobiliare transferabile în toate statele membre. Se dorea ca, odată stabilită această uniformitate legislativă în Europa, fondurile autorizate într-un stat membru să poată fi comercializate în întreaga Uniune fără necesitatea unei autorizații suplimentare, contribuind astfel la realizarea obiectivului UE de a crea o piață unică pentru serviciile financiare.
Totuși, realitatea a fost diferită față de așteptări, din cauza diferențelor între regulile de marketing ale fiecărui stat membru, care au creat obstacole în promovarea transfrontalieră a UCITS. De asemenea, definiția restrânsă a investițiilor permise a limitat oportunitățile de marketing ale acestora. În acest context, la începutul anilor 1990, au fost propuse modificări ale Directivei din 1985, pentru o armonizare mai eficientă a legislației la nivel european.
Aceste discuții, care au condus la un proiect de directivă OP II, au fost abandonate ulterior, fiind considerate prea ambițioase, deoarece Consiliul Miniștrilor nu a reușit să adopte o poziție comună.
În iulie 1998, Comisia UE a prezentat o nouă propunere, împărțită în două părți (una privind produsul și cealaltă privind furnizorii de servicii), care urmărea modificarea Directivei din 1985. Aceste propuneri au fost adoptate în decembrie 2001 și sunt cunoscute sub denumirea „UCITS III”, reformă ce a consolidat protecția investitorilor și a sporit eficiența pieței financiare la nivel european.

### Directiva privind managementul
Directiva 2001/107/CE urmărește să ofere un „pașaport european” companiilor de management, permițându-le să opereze liber în întreaga Uniune Europeană, extinzând în același timp activitățile permise. Introduce, de asemenea, conceptul de prospect simplificat, destinat să ofere informații clare și accesibile într-un format concis, facilitând marketingul transfrontalier al UCITS și asigurând, totodată, o protecție sporită pentru investitori.

### Directiva privind produsele
Scopul principal al Directivei 2001/108/CE este de a elimina barierele în marketingul transfrontalier al unităților fondurilor de investiții colective, permițând acestora să investească într-o gamă mai largă de instrumente financiare (inclusiv derivate), toate fiind reglementate uniform în fiecare stat membru. Toate fondurile UCITS trebuie să respecte aceleași limite de investiție, asigurând o reglementare unitară și protecție pentru investitori pe întreaga piață europeană.
Un fond de investiții colective poate solicita statutul de UCITS pentru a putea fi comercializat în întreaga Uniune Europeană. Astfel, se creează o piață unică a fondurilor la nivel european, iar economiile de scară realizate vor contribui la reducerea costurilor pentru managerii de investiții, economii ce pot fi transferate consumatorilor.
În Europa, aproximativ 6,8 trilioane de euro sunt investite în fonduri colective, iar 76% dintre acestea sunt fonduri UCITS.

### UCITS IV
Propunerea Directivei UCITS IV a fost aprobată de Parlamentul European pe 13 ianuarie 2009 și de Consiliul Uniunii Europene ca Directiva 2009/65/CE, cu implementare la 1 iulie 2011. Aceasta a actualizat Directivele UCITS III, introducând următoarele modificări:
- Procedura de notificare
- Documentul cheie pentru informațiile investitorilor
- Cadru adaptat pentru fuziuni
- Structuri de tip „master-feeder” (structuri care permit unui fond principal (master) să investească în alte fonduri (feeder) pentru a atrage investitori și a obține economii de scară)
- Cooperare între autoritățile de supraveghere ale statelor membre
- Pașaport pentru companiile de management

### UCITS V
La 23 iulie 2014, Uniunea Europeană a adoptat Directiva 2014/91/UE („UCITS V”), reglementând coordonarea legislațiilor, reglementărilor și dispozițiilor administrative aplicabile organismelor de plasament colectiv în valori mobiliare, cu privire la funcțiile de depozitar, politicile de remunerare și sancțiunile aferente.
UCITS V poate fi comparată cu Directiva privind Managerii Fondurilor de Investiții Alternative („AIFMD”) (Directiva Uniunii Europene 2011/61/UE), care reglementează fondurile de hedging și investițiile alternative.
UCITS V introduce reglementări noi pentru depozitarii UCITS, stabilind entitățile eligibile pentru acest rol, atribuțiile acestora, condițiile de delegare și răspunderea depozitarilor, precum și principiile generale de remunerare aplicabile managerilor de fonduri.
Depozitarul, ca funcție esențială în legislația UCITS (similar cu AIFMD), poate delega funcțiile de păstrare a valorilor mobiliare, dar nu și alte funcții de depozitare, unui custode terț.
Directiva UCITS V impune, de asemenea, elaborarea unui Document Cheie pentru Informațiile Investitorilor (KIID, din engleză Key Investor Information Document), pentru a asigura transparența și accesibilitatea informațiilor către investitori.
Directiva UCITS V urmărește consolidarea protecției investitorilor și îmbunătățirea transparenței, asigurând în același timp o mai bună coordonare a reglementărilor privind depozitarii și politicile de remunerare la nivelul Uniunii Europene.
Luxemburg a transpus Directiva UCITS V prin Legea din 10 mai 2016, aplicabilă din 1 iunie 2016. Această lege a modificat Legea luxemburgheză din 17 decembrie 2010 privind organismele de plasament colectiv („Legea din 2010”), în special Părțile I, IV și V ale acesteia.

### UCITS VI
UCITS VI este, în prezent, o propunere și nu a fost încă adoptată. Aceasta abordează aspecte diferite față de cele reglementate de UCITS V. În rezumat, temele discutate sunt:
- Active eligibile și utilizarea derivatelor – Dacă trebuie limitate derivatele eligibile la cele tranzacționate pe platforme multilaterale și compensate de o contrapartidă centrală.
- Tehnici eficiente de management al portofoliilor – Dacă sunt necesare modificări ale criteriilor actuale (eligibilitate, lichiditate, diversificare etc.).
- Derivatele over-the-counter ('OTC') – Cum trebuie tratate tranzacțiile OTC în evaluarea limitelor UCITS privind contrapartidele.
- Reguli de management extraordinar al lichidității – Dacă este nevoie de un cadru comun pentru gestionarea blocajelor de lichiditate în cazuri excepționale.
- Pașaportul depozitarului – Dacă ar trebui introdus și cum ar funcționa în practică.
- Fonduri de piață monetară – Dacă reprezintă un risc sistemic și/sau necesită reglementare armonizată la nivelul UE.
- Investiții pe termen lung – (a) Cum poate fi asigurat accesul investitorilor retail; (b) Ce proporție din portofoliu ar trebui dedicată acestora; (c) Dacă sunt necesare reguli de diversificare pentru a asigura lichiditatea.
- Îmbunătățiri ale reglementării UCITS IV – De exemplu, articolul 64(1) din Directiva UCITS impune ca fondurile UCITS să furnizeze informații investitorilor în două cazuri: (i) când un UCITS obișnuit se convertește într-un UCITS feeder și (ii) când un UCITS master suferă modificări. Aceasta nu acoperă un al treilea caz, când un UCITS feeder se convertește într-un UCITS obișnuit, ceea ce poate schimba semnificativ strategia de investiții.

## Dispoziții
- Cap. I: Obiectul, domeniul de aplicare și definiții
- Cap. II: Autorizarea OPCVM-urilor
- Cap. III: Obligații privind societățile de administrare
  - Sect. 1: Condiții de inițiere a activității;
  - Sect. 2: Relații cu țările terțe;
  - Sect. 3: Condiții de funcționare;
  - Sect. 4: Libertatea de stabilire și de prestare a serviciilor
- Cap. IV: Obligații privind depozitarul
- Cap. V: Obligații privind societățile de investiții
  - Sect. 1: Condiții de inițiere a activității;
  - Sect. 2: Condiții de funcționare;
- Cap. VI: Fuziuni ale OPCVM-urilor
  - Sect. 1: Principiu, autorizare și aprobare;
  - Sect. 2: Controlul de către terți, informarea deținătorilor de titluri de participare și alte drepturi ale acestora;
  - Sect. 3: Costuri și intrarea în vigoare
- Cap. VII: Obligații privind politica de investiții a OPCVM-urilor
- Cap. VIII: Structuri de tip „Master-Feeder”
  - Sect. 1: Domeniu de aplicare și aprobare;
  - Sect. 2: Dispoziții comune pentru OPCVM-ul de tip „feeder” și OPCVM-ul de tip „master”;
  - Sect. 3: Depozitari și auditori;
  - Sect. 4: Informații obligatorii și publicitate ale OPCVM-ului de tip „feeder”;
  - Sect. 5: Transformarea OPCVM-urilor existente în OPCVM-uri de tip „feeder” și schimbarea OPCVM-ului de tip „master”;
  - Sect. 6: Obligații și autorități competente
- Cap. IX: Obligații privind informarea investitorilor
  - Sect. 1: Publicarea unui prospect și a rapoartelor periodice;
  - Sect. 2: Publicarea altor informații;
  - Sect. 3: Informații cheie destinate investitorilor
- Cap. X: Obligații generale ale OPCVM-urilor
- Cap. XI: Dispoziții speciale aplicabile OPCVM-urilor care își comercializează titlurile de participare în statele membre, altele decât cele în care sunt stabilite
- Cap. XII: Dispoziții privind autoritățile responsabile cu autorizarea și supravegherea
- Cap. XIII: Acte delegate și competențe de execuție
- Cap. XIV: Derogări, dispoziții tranzitorii și finale

## Alocarea activelor
Începând din 2019, regula 5/10/40 prevede ca fondurile să investească maximum 10% într-un singur emitent și ca investițiile ce depășesc 5% să nu constituie mai mult de 40% din portofoliu, cu unele excepții. Aceasta ajută la diversificarea riscurilor și la prevenirea concentrării prea mari pe un singur activ.
În 2003, UCITS III a permis fondurilor să investească până la 10% în active ilichide, oferind flexibilitate sub restricții.